# Gouvernement Aristide Briand (9)
Pour les articles homonymes, voir Gouvernement Aristide Briand.
Troisième République
Gouvernement Aristide Briand VIII Gouvernement Aristide Briand X

Le neuvième gouvernement Aristide Briand est un gouvernement français de la Troisième République qui a duré du  9 mars 1926 au 15 juin 1926.

## Composition
| Portefeuille                                                                                          | Titulaire | Titulaire                                   | Parti      |
| --- | --------- | ------------------------------------------- | ---------- |
| Président du Conseil                                                                                  |           | Aristide Briand                             | PRS, PRSSF |
| Ministres                                                                                             |           |                                             |            |
| Ministre des Affaires étrangères                                                                      |           | Aristide Briand                             | PRS, PRSSF |
| Ministre de la Justice                                                                                |           | Pierre Laval                                | DVG        |
| Ministre de l’Intérieur                                                                               |           | Louis Malvy (jusqu’au 10 Avril 1926)        | PRRRS      |
| Ministre de l’Intérieur                                                                               |           | Jean Durand                                 | PRRRS      |
| Ministre des Finances                                                                                 |           | Raoul Péret                                 | RI         |
| Ministre de la Guerre                                                                                 |           | Paul Painlevé                               | PRS, PRSSF |
| Ministre de la Marine                                                                                 |           | Georges Leygues                             | PRDS       |
| Ministre de l’Instruction publique et des Beaux-Arts                                                  |           | Lucien Lamoureux                            | PRRRS      |
| Ministre des Travaux publics                                                                          |           | Anatole de Monzie                           | PRS, PRSSF |
| Ministre du Commerce et de l’Industrie                                                                |           | Daniel Vincent                              | RI         |
| Ministre de l’Agriculture                                                                             |           | Jean Durand (jusqu’au 10 Avril 1926)        | PRRRS      |
| Ministre de l’Agriculture                                                                             |           | François Binet                              | PRRRS      |
| Ministre des Colonies                                                                                 |           | Léon Perrier                                | PRRRS      |
| Ministre du Travail, de l’Hygiène, de l’Assistance et de la Prévoyance sociale                        |           | Antoine Durafour                            | PRRRS      |
| Ministre des Pensions                                                                                 |           | Paul Jourdain                               | PRDS       |
| Commissaires généraux                                                                                 |           |                                             |            |
| Haut-Commissaire au Logement                                                                          |           | Arthur Levasseur                            | PSF, PRSSF |
| Haut-Commissaire en Syrie et au Liban                                                                 |           | Henry de Jouvenel (à partir du 12 mai 1926) | SE         |
| Haut-Commissaire à la Guerre                                                                          |           | Paul Bénazet                                | PRS, PRSSF |
| Sous-secrétaires d’État                                                                               |           |                                             |            |
| Sous-secrétaire d’État à la Présidence du Conseil et aux Affaires étrangères                          |           | Charles Daniélou                            | RI         |
| Sous-secrétaire d’État à la Guerre                                                                    |           | Jean Ossola                                 | PRRRS      |
| Sous-secrétaire d’État à l’Instruction publique et aux Beaux-Arts, chargé de l'Enseignement technique |           | Paul Bénazet                                | PRS, PRSSF |
| Sous-secrétaire d’État aux Finances                                                                   |           | André Fallières                             | RI         |
| Sous-secrétaire d’État aux Finances chargé des Régions libérées                                       |           | Paul Morel                                  | RI         |
| Sous-secrétaire d’État aux Travaux publics, chargé de l’Aéronautique et aux Transports aériens        |           | Laurent Eynac                               | RI         |
| Sous-secrétaire d’État aux Travaux publics, chargé aux Ports, à la Marine marchande et aux Pêches     |           | Marius Roustan                              | RI         |

## Fin du gouvernement

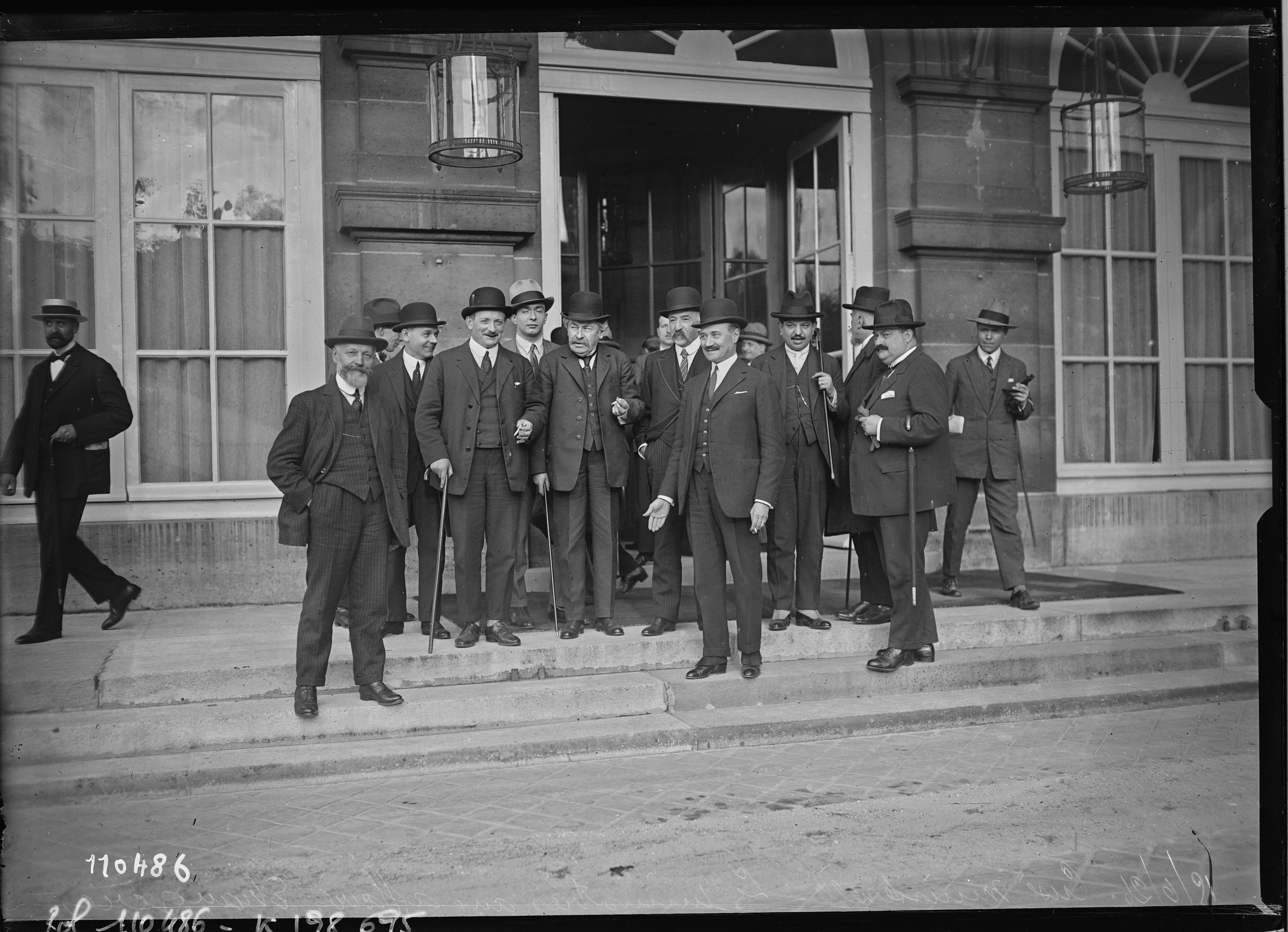
Aristide Briand et les ministres le jour de la démission de son neuvième gouvernement, le 15 juin 1926.

Le choix de Raoul Péret comme ministre des Finances provoquent plusieurs défiances, notamment celle que la politique financière souhaitée et promise par le Cartel des gauches ne soit pas respectée et que le gouvernement va inévitablement devoir s'appuyer sur la droite pour appliquée une politique financière différente. Ainsi, le 28 mai 1926, le groupe radical-socialiste de la Chambre des députés examine l'attitude à adopter avec le neuvième gouvernement Briand. Le groupe de députés décident, notamment à l'initiative de Camille Chautemps et après plusieurs débats et confrontations, de refuser la confiance au gouvernement s'il y a un changement de majorité, et invitent le comité exécutif du Parti radical à exiger du Président du Conseil un débat financier. Ce choix du groupe parlementaire entraine un conflit ouvert entre le Ministre des Finances et la majorité. Raoul Péret présente ainsi sa démission le 15 juin 1926 et provoque la chute du neuvième gouvernement Briand.